# Georg von Giesches Erben

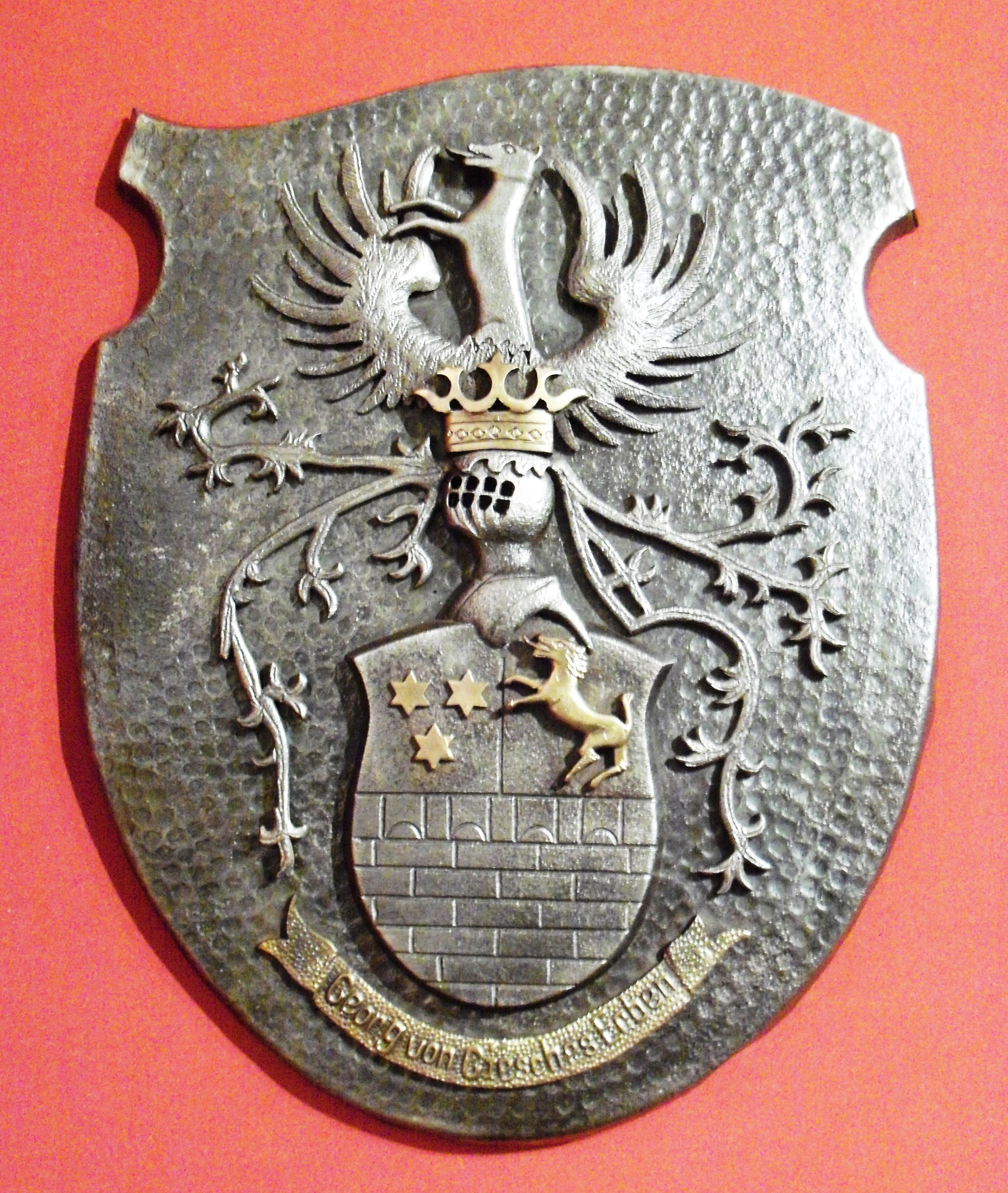
Wappen Georg von Giesches

Georg von Giesches Erben (auch Georg von Giesche’sche Erben oder kurz Giesches Erben oder Giesche-Werke) war ein schlesischer Bergbaukonzern. Er wurde zwischen 1704 und 1707 von Georg von Giesche gegründet und in wesentlichen Teilen des schlesischen Besitzes nach dem Zweiten Weltkrieg 1946 von der polnischen Regierung verstaatlicht.
Von Giesche sicherte sich 1704 durch kaiserliches Patent für 20 Jahre das alleinige Recht zum Galmeiabbau und -handel in Schlesien. Hiermit begründete er das erfolgreiche und später in Deutschland wichtige Unternehmen.
Das Unternehmen gründete 1907 die Kolonie Gieschewald, den heutigen Stadtteil Giszowiec der polnischen Stadt Kattowitz.

## Geschichte

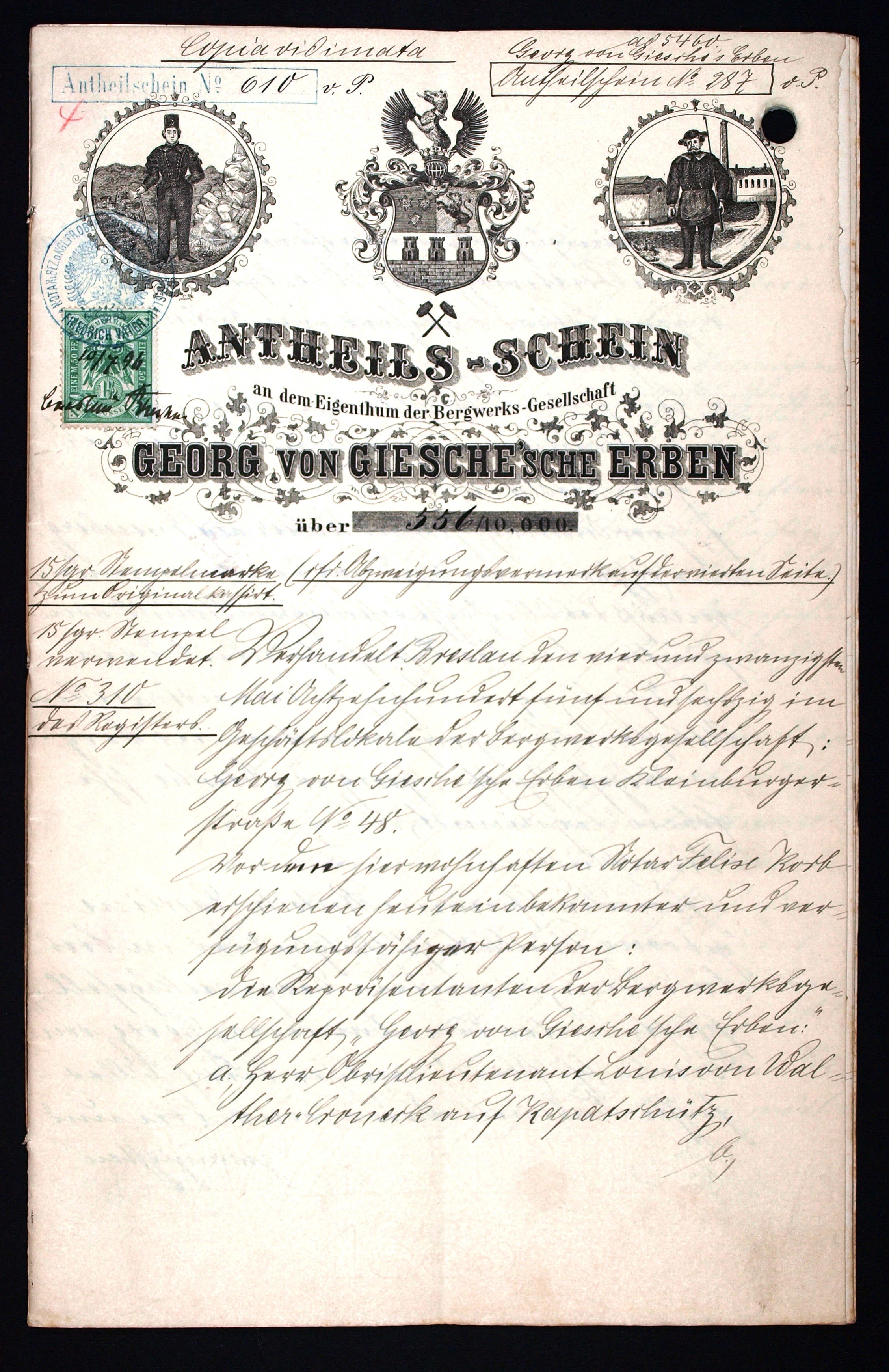
Deckblatt eines Anteilscheines der Bergwerks-Gesellschaft Georg von Giesche'sche Erben vom 25. Mai 1865

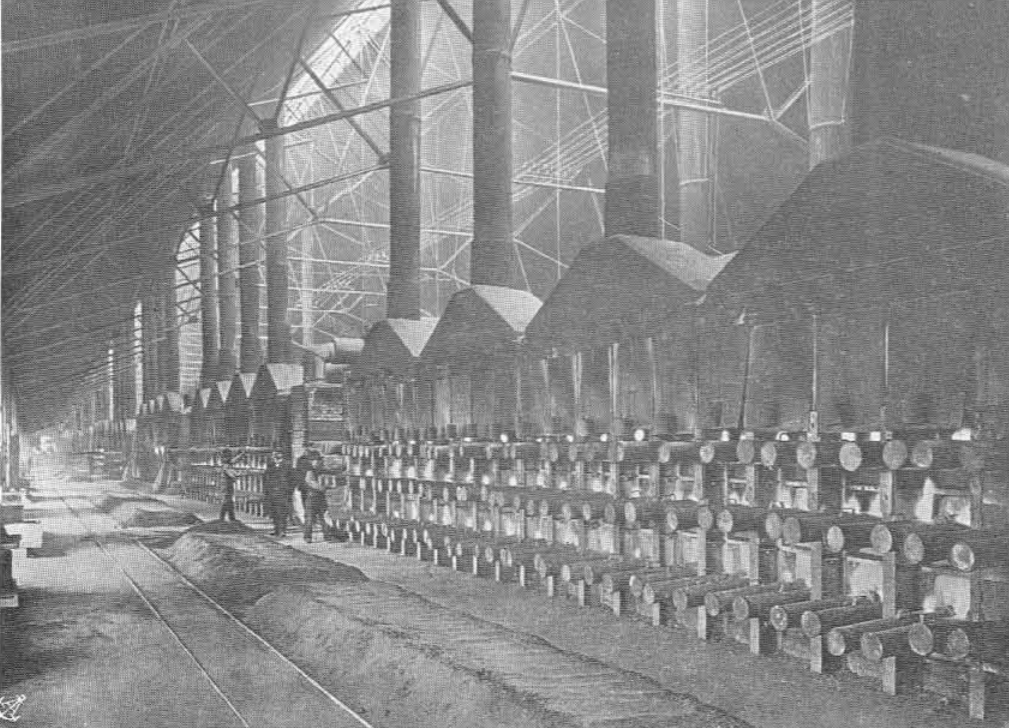
Öfen der Bernhardi-Zinkhütte, vor 1912

Die Erben des Vermögens von Georg Giesche kauften 1833 in der Umgebung von Janow in Oberschlesien das Bergwerk Morgenroth/Wieczorek. 1834 war die Inbetriebnahme der Zinkhütte Wilhelmina durch die Bergwerksgesellschaft Georg von Giesche (Nichteisenmetallhütte in Szopienice). Die Erben des Vermögens registrierten 1860 in Breslau die „Bergwerksgesellschaft Georg von Giesche“, welche bis zu Beginn des 20. Jahrhunderts zum größten Bergbau- und Hüttenkonzern in Schlesien aufstieg.
Die Unternehmensleitung kaufte 1880 von Johanna von Schaffgotsch das Bergwerk Cleophas und 1883 von Otto Friedländer die Heinitzgrube. In Magdeburg besaß die Bergwerksgesellschaft seit 1919 eine Metallhütte und Zinkhütte. 1933/34 entstand dort als Neubau die Zinkhütte Giesche. Zur Verwaltung der seit der Teilung Oberschlesiens in Polen liegenden Gruben und Hütten wurde 1922 die Giesche AG in Kattowitz gegründet. Alle Aktien der Giesche AG in Kattowitz gingen 1926 an die US-amerikanische Gesellschaft Silesian American Corp. (SACO), Geschäftsführer war der Vater von George H. W. Bush, Prescott Bush. Im Gegenzug erwarb die Giesche AG Aktien der Belgischen Bergbau und Industriegesellschaft AG.
Das Unternehmen beteiligte sich ab 1939 als Gesellschafter unter anderem bei der Oberschlesische Hydrierwerke AG, die zur Errichtung synthetischer Benzinanlagen auch Zwangsarbeiter, Kriegsgefangene und KZ-Häftlinge einsetzte. Im Jahr 1941 wurde versucht, die verkauften Aktien von den US-amerikanischen Eignern zurückzuerwerben. Zu diesem Zweck gründete die Geschäftsleitung in Kattowitz die (Filial)gesellschaft Gieschebetriebe GmbH. Zu der Transaktion kam es nicht, da es die US-Regierung nach Verabschiedung des Trading with the Enemy Act (Gesetz über den Handel mit Feind) nicht mehr zuließ, Aktien an Deutsche zu verkaufen. Das Vermögen der Bergwerksgesellschaft Georg von Giesches Erben wurde 1946 durch die Volksrepublik Polen konfisziert.
In Polen war das Unternehmen Georg von Giesches Erben auch unter Spadkobiercy Gieschego oder Giesche Spolka Akcyjna und im englischsprachigen Raum als Giesche Mining bekannt, als überwiegender US-amerikanischer Besitz des Averell-Harriman-Konglomerats. International erlangte die Gesellschaft Bekanntheit durch ihren deutschen Generaldirektor Eduard Schulte, der als einer der ersten gesicherte Nachrichten über den anlaufenden Holocaust an den Jüdischen Weltkongreß übermittelte.
Im Zuge des Wiederaufbaus der Gesellschaft in der Bundesrepublik Deutschland mit Sitz in Hamburg wurde 1961 in Rahden ein Werk für LECA (Light Expanded Clay Aggregate), ein in Dänemark entwickeltes Verfahren für blähfähigen Ton bei hohen Temperaturen, aufgebaut. Dieses Material wird beim Hochbau zur Herstellung von Leichtbetonsteinen, Fertigteilelementen, Schüttbetonen sowie Estrichen, Dachisolierungen und Außenputzen verwendet. 1973 ging das Unternehmen in der Bundesrepublik in Konkurs.